# Hôtel Pojarski
Le hôtel Pojarski (en russe : Гостиница Пожарских) est un hôtel particulier situé à Torjok en Russie.

## Histoire
Le bâtiment se trouve sur la route de Saint-Pétersbourg à Moscou à Torjok, la route du pays la plus fréquentée au XIXe siècle. Il fut construit au début des années 1840.
Le bâtiment héberge désormais un musée sur la ville.